# Газопереробний завод Варанус-Айленд
Газопереробний завод Варанус-Айленд – елемент нафтогазової інфраструктури Австралії, що знаходиться на північному заході країни.
Ще з 1985 (за іншими даними – 1986) року на Варанус-Айленд діяв береговий комплекс офшорного нафтового родовища Гаррієт (Harriet), що, зокрема, включав резервуари загальною ємністю 750 тисяч барелів та портову інфраструктуру для відвантаження рідких вуглеводнів. А в 1991-му ввели в дію першу чергу газопереробного заводу, призначену для роботи з малими газовими родовищами проекту Гаррієт, в межах якого також проклали трубопровідну систему Кемпбелл – Сінбад – Варанус-Айленд. 
У 1996-му подали додатковий ресурс по газопроводу Іст-Спар – Варанус-Айленд, для роботи з яким газопереробний завод отримав другу чергу. В подальшому сюди ж були виведені газопроводи Джон-Брукс – Варанус-Айленд та Вонніч – Варанус-Айленд.
На Варанус-Айленд отриманий з родовищ природний газ проходить переробку з вилученням конденсату, а також небажаних домішок – діоксиду вуглецю, сірководню та ртуті.
Станом на середину 2010-х потужність ГПЗ становила 9,6 млн м3 товарного газу на добу. Фактичне завантаження залежало від наявності ресурсу, так в 2016/2017 фінансовому році завод працював лише на 75% проектної потужності.
Товарний газ видається трубопроводу Варанус-Айленд – Дампір-Банбері. Вилучений конденсат експортується з Варанус-Айленд через нафтову інфраструктуру.